# الکه وینکنز
الکه وینکنز (به انگلیسی: Elke Winkens) (زاده ۲۵ مارس ۱۹۷۰) بازیگر آلمانی-اتریشی است.
از کارهای معروف او می‌توان به بازی در مجموعه کمیسر رکس اشاره کرد.